# Calendrier pawukon
Le calendrier pawukon est un calendrier indonésien. Son nom est formé sur le mot javanais wuku, qui désigne un cycle de 30 semaines de 7 jours, soit une année de 210 jours. Il est en usage à Bali et à Java.
La base du wuku est la coïncidence de deux jours relevant de deux systèmes différents, le pancawara ou semaine de 5 jours, encore appelée pasaran (de pasar, "marché", parce que le marché à Java se tenait traditionnellement tous les 5 jours) et le saptawara ou semaine de 7 jours, encore appelée pekan. La combinaison des deux systèmes produit des "mois" de 5 x 7 = 35 jours. Un cycle wuku consiste en 6 "mois" de 35 jours, soit 210 jours.
Dans la religion traditionnelle javanaise et balinaise, chaque jour du wuku a un sens particulier.

## Les semaines wuku
1. Sinta
2. Landep
3. Ukir
4. Kulantir
5. Tolu
6. Gumbereg
7. Wariga
8. Warigadian
9. Julungwangi
10. Sungsang
11. Dungulan
12. Kuningan
13. Langkir
14. Medangsia
15. Pujut
16. Pahang
17. Krulut
18. Merakih
19. Tambir
20. Medangkungan
21. Matal
22. Uye
23. Menail
24. Perangbakat
25. Bala
26. Ugu
27. Wayang
28. Kelawu
29. Dukut
30. Watugunung

### Les 7 jours de la semaine «Saptawara»
La semaine Wuku ayant pour nom « Saptawara » commence le dimanche qui s'appelle Redite :
1. Redite (dimanche)
2. Soma (lundi)
3. Anggara (mardi)
4. Buda (mercredi)
5. Wraspati (jeudi)
6. Sukra (vendredi)
7. Saniscara (samedi)

## Les semaines «Wewaran»
C'est un autre système de 10 semaines de tailles croissantes, utilisé simultanément.
La première semaine est d'un jour, puis les semaines suivantes sont égales à la durée de la précédente + 1 jour :
1. Ekawara : Luang.
2. Dwiwara : Menge, Petet.
3. Triwara : Pash, Balang Tegeh, Kajeng.
4. Caturwara : Sri, Laba, Jaya, Mandala.
5. Pancawara : Umanis, Paing, Pon, Wage, Kliwon.
6. Sadwara : Tungleh, Aryang, Urukung, Paniron, Was, Maulu.
7. Saptawara : Redite, Soma, Anggara, Buda, Wraspati, Sukra, Saniscara (La semaine de 7 jours également utilisé pour les semaines régulières).
8. Astawara : Sri, Indra, Guru, Yama, Ludra, Brahma, Kala, Uma.
9. Sangawara : Dangu, Jangur, Gigis, Nohan, Organ, Erangan, Urungan, Tulus, Dadi.
10. Dasawara : Pandita, Pati, Suka, Duka, Sri, Manuh, Manusa, Eraja, Dewa, Rakshasa.